# Atrophie blanche
Als Atrophie blanche (syn. weiße Atrophie, Atrophia alba, Capillaritis alba) bezeichnet man auf der Haut sichtbare Folgen von Gefäßerkrankungen (meist Chronisch-venöse Insuffizienz). Klinisch imponiert sie durch kleinflächige weiße Stellen von meist derber, narbiger Konsistenz, die bevorzugt im Bereich des oberen Sprunggelenkes auftreten.
Die Atrophie blanche verläuft in drei Phasen. Anfänglich finden sich umschriebene livide, entzündliche Veränderungen der Haut, dann die typischen weißen Stellen, die oft von bräunlich pigmentierten Rändern oder auch Kapillarektasien umgeben sind und schließlich können schmerzhafte Ulcera auftreten.
Ursächlich für die Atrophie blanche sind Verschlüsse der Hautgefäße.